# A Medal for Benny
A Medal for Benny est un film américain réalisé par Irving Pichel, sorti en 1945.

## Fiche technique
- Titre : A Medal for Benny
- Réalisation : Irving Pichel, assisté d'Oscar Rudolph (non crédité)
- Scénario : Frank Butler, Jack Wagner et John Steinbeck
- Production : Paul Jones
- Société de production : Paramount Pictures
- Musique : Victor Young
- Photographie : Lionel Lindon
- Pays d'origine : États-Unis
- Format : Noir et blanc - 1,37:1 - Mono
- Genre : Drame
- Durée : 77 minutes
- Date de sortie : 1945

## Distribution
- Dorothy Lamour : Lolita Sierra
- Arturo de Córdova : Joe Morales
- J. Carrol Naish : Charley Martin
- Mikhail Rasumny : Raphael Catalina
- Fernando Alvarado : Chito Sierra
- Frank McHugh : Edgar Lovekin
- Rosita Moreno : Toodles Castro
- Grant Mitchell : le maire de Pantera
- Douglass Dumbrille : le général

Acteurs non crédités
- Tom Fadden : Eddie Krinch
- Robert Homans : le chef de la police